# 霜田光一

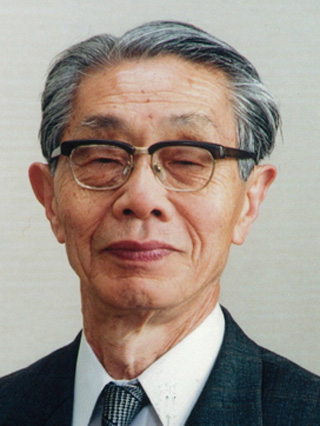
日本学士院賞より公表された肖像

霜田 光一（しもだ こういち、1920年〈大正9年〉10月5日 - 2023年〈令和5年〉5月29日）は、日本の物理学者。理学博士。東京大学名誉教授。理化学研究所名誉研究員。日本学士院会員（第2部第5分科）。位階は正四位。文化功労者。勲二等瑞宝章受章者。

## 人物
埼玉県北足立郡浦和町（現・さいたま市）出身。明星学園小学部、明星学園中学部、旧制武蔵高等学校を経て、1943年（昭和18年）東京帝国大学理学部物理学科卒業。
東京大学理学部教授、理化学研究所主任研究員、慶應義塾大学理工学部教授、レーザー学会会長、日本物理教育学会会長を歴任。専門はレーザー分光（laser spectroscopy）、量子エレクトロニクス、物理教育。レーザー、原子時計、周波数標準、メートルの再定義などに貢献した。

## 経歴
- 1948年（昭和23年） 東京大学理学部助教授
- 1959年（昭和34年） 同教授
- 1960年（昭和35年） 理化学研究所主任研究員（兼任）
- 1974年（昭和49年） 東レ科学技術賞
- 1980年（昭和55年） 日本学士院賞
- 1981年（昭和56年） 東京大学名誉教授、慶應義塾大学理工学部教授（1986年迄）
- 1990年（平成2年） 勲二等瑞宝章
- 2008年（平成20年） 文化功労者
- 2010年（平成22年） 日本学士院会員
- 2023年5月29日 死去、102歳没[1]

## 業績
東京大学において1948年頃からマイクロ波回路、特に空洞共振器について詳しい検討を行い、アンモニア分子等のマイクロ波スペクトルを研究し、原子時計の開発と周波数標準の精度を高める方法を開発した。これは今日の周波数（時間）と長さの標準を原子や分子のスペクトルに求める流れの発端を作るものである。さらにコロンビア大学のチャールズ・タウンズ教授の下でレーザーの前身であるメーザーの基礎理論と装置の開発に重要な役割を果した。日本帰国後は東京大学に短期滞在したチャールズ・タウンズや東京大学の高橋秀俊らとともにメーザーの量子力学的な雑音について論じ、古典的な電磁波の雑音との違いを理論的に明らかにした。引き続きレーザー分光とレーザー周波数標準を研究し、国際単位メートルの再定義に貢献した。

## 親族
父・霜田静志（1890年 - 1973年）は、中学校・高等女学校の図画・手工教師、幼稚園創立者。浦和中学校、東京美術学校師範科卒。

## 著作

### 単著
- 霜田光一『エレクトロニックスの基礎』裳華房、1958年
  - 霜田光一・桜井捷海『エレクトロニクスの基礎』裳華房、1983
- 霜田光一『レーザー物理入門』岩波書店、1983年
- 霜田光一『歴史をかえた物理実験』丸善出版、2017年

- 霜田光一・桜井捷海『応用エレクトロニクス』裳華房、1984年